# Matej Gnezda
Matej Gnezda, slovenski kolesar, * 12. januar 1979.
Tekmuje za kolesarski klub Radenska Powerbar.